# Liste der Monuments historiques in Chapeau (Allier)
Die Liste der Monuments historiques in Chapeau (Allier) führt die Monuments historiques in der französischen Gemeinde Chapeau auf.

## Liste der Bauwerke
| Bezeichnung                                       | Beschreibung                                               | Standort | Kennzeichnung | Schutzstatus | Datum | Bild           |
| ------------------------------------------------- | ---------------------------------------------------------- | -------- | ------------- | ------------ | ----- | -------------- |
| Château des Chevennes (Fotos in der Base Mérimée) | Schloss, erbaut in der zweiten Hälfte des 17. Jahrhunderts | (Lage)   | PA03000034    | Inscrit      | 2008  |                |
| Château de la Cour-en-Chapeau                     | Schloss, erbaut im 15. Jahrhundert                         | (Lage)   | PA00093037    | Classé       | 1972  | weitere Bilder |